# Frederick Rolfe
Frederick William Serafino August Lewis Mary Rolfe, noto anche con lo pseudonimo di Baron Corvo (Londra, 22 luglio 1860 – Venezia, 25 ottobre 1913), è stato uno scrittore e fotografo inglese.

## Biografia
Rolfe nacque a Cheapside, Londra, figlio di un produttore di pianoforti; lasciò la scuola a quattordici anni per diventare un insegnante. Insegnò brevemente alla King's School, a Grantham, dove strinse amicizia con l'allora direttore, Ernest Hardy. Si convertì alla religione cattolica nel 1886, e per tutta la vita volle seguire la propria vocazione per il sacerdozio, nonostante la frustrazione dovuta al continuo rifiuto degli organi clericali: fu espulso da due corsi di studi, prima ad Oscott nel 1887 e poi a Roma nel 1889, a causa della sua incapacità di concentrarsi sugli studi sacerdotali, dei suoi bizzarri comportamenti e della sua manifesta omosessualità. 
Entrò quindi nel circolo della duchessa Sforza Cesarini, che lo adottò come un nipote e gli diede il titolo di "Baron Corvo", che divenne il suo più conosciuto pseudonimo. Si faceva chiamare anche "Frank English", "Frederick Austin", "A. Crab Maid" e con numerosi altri pseudonimi. Spesso abbreviava il suo nome in "Fr. Rolfe", che può essere letto anche come abbreviazione di "fra' Rolfe", in quanto non abbandonò mai l'idea di essere quel prete che aveva sperato di diventare. Rolfe fu per gran parte della sua vita uno scrittore freelance, prima in Inghilterra e poi a Venezia. Visse nell'indigenza e dovette sempre far affidamento su benefattori, ma la sua natura polemica e la tendenza a spettacolari litigate con la maggior parte delle persone che provavano ad aiutarlo, lo portarono a finire, nei suoi ultimi anni a Venezia, senza aiuti. Morì a Venezia per un infarto il 25 ottobre 1913, in completa povertà, e fu seppellito sull'isola di San Michele.
La sua biografia fornì la base del romanzo Alla ricerca di Baron Corvo, di A. J. A. Symons, un "esperimento in biografia" come lo stesso autore lo definì.
Come "Baron Corvo" o con altri nomi collaborò alla celebre rivista Yellow Book, pubblicata da John Lane. Rolfe fu anche pittore e fotografo, ed ha lasciato alcune pitture devozionali e varie foto di nudo maschile.
Per tutta la sua breve esistenza, si destreggiò con la propria omosessualità, riuscendo a coniugare la propria religiosità con le relazioni sociali. Intrecciò molte relazioni con inglesi e scrisse un cospicuo numero di poesie idealistiche e sentimentali su ragazzi martirizzati. Sia queste che il suo primo libro, ovvero i sei racconti che componevano Stories Toto told me, contenevano elementi di pederastia, anche se tutti i ragazzi ai quali Rolfe fece da insegnante hanno sempre sostenuto che, da parte sua non ci fu mai alcun comportamento inappropriato.
Rolfe tentò di caratterizzare le relazioni tra i personaggi dei suoi romanzi come esempi di "amore Greco" tra un uomo adulto ed un efebo, dando quindi a tali relazioni un'aria di tradizione greca classica, cara agli edoardiani.
Nonostante Rolfe abbia scritto diversi romanzi piuttosto eccentrici, alcuni dei suoi lavori trovano ancor oggi lettori, grazie alla sua prosa erudita e barocca, che attinge alla prosa poetica del Simbolismo.
Fra i suoi lavori appare Adriano VII (1904), il suo romanzo più autobiografico, o per meglio dire, un'autobiografia fantastica in cui un oscuro letterato inglese una volta eletto papa, intraprende un ambizioso quanto eccentrico programma per ridisegnare il mondo a sua immagine.

## Opere tradotte in italiano

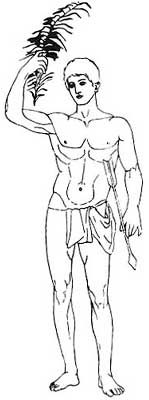
Nudo maschile disegnato da Rolfe, 1891

- Nostra Signora dei sogni (da Stories Toto Told Me, 1898), Roma, Di Virgilio Editore, 1994. - trad. di Teofilo Belz, Il Labirinto, Roma, 2007.
- Di santi, diavoli e… «The Yellow Book» 1895-1896  (Stories Toto Told Me, 1898), Torino, Aragno, 2024. - trad. di Giovanni e Giuseppe Balducci.
- Cronache dei Borgia (Chronicles of the House of Borgia, 1901), traduzione di Franco Salvatorelli, con uno scritto di Mario Praz, Roma, Editori Riuniti, 1984. - col titolo Cronache di casa Borgia, Castelvecchi, Roma, 2014, ISBN 978-88-68-26368-3.
- Tarcissus the Boy Martyr of Rome, 1901.
- Adriano settimo (Hadrian the Seventh, 1904), traduzione di Aldo Camerino, Roma, Gherardo Casini, 1952. - Adriano VII, Longanesi, Milano, 1964 - Guanda, Parma, 1989, con uno scritto di Emilio Cecchi - Superbeat, Vicenza, 2013.
- Don Tarquinio: un romanzo catalettico fantasmatico (Don Tarquinio, 1905), traduzione di Bruno Oddera, Milano, Longanesi, 1963.
- Don Renato (Don Renato: an Ideal Content, 1907-8, edito nel 1963), traduzione di Henry Furst, Milano, Longanesi, 1971.
- Il desiderio e la ricerca del Tutto (The Desire and pursuit of the Whole) (1909, edito nel 1934), traduzione di Bruno Oddera, premessa di W. H. Auden, introd. di A.J.A. Symons, Milano, Longanesi, 1963. - Neri Pozza, Vicenza, 1994 - Castelvecchi, Roma, 2014.
- Tre racconti su Venezia (Three Tales of Venice, 1913), traduzione di Annalisa Bertan, Venezia, Filippi, 1992.

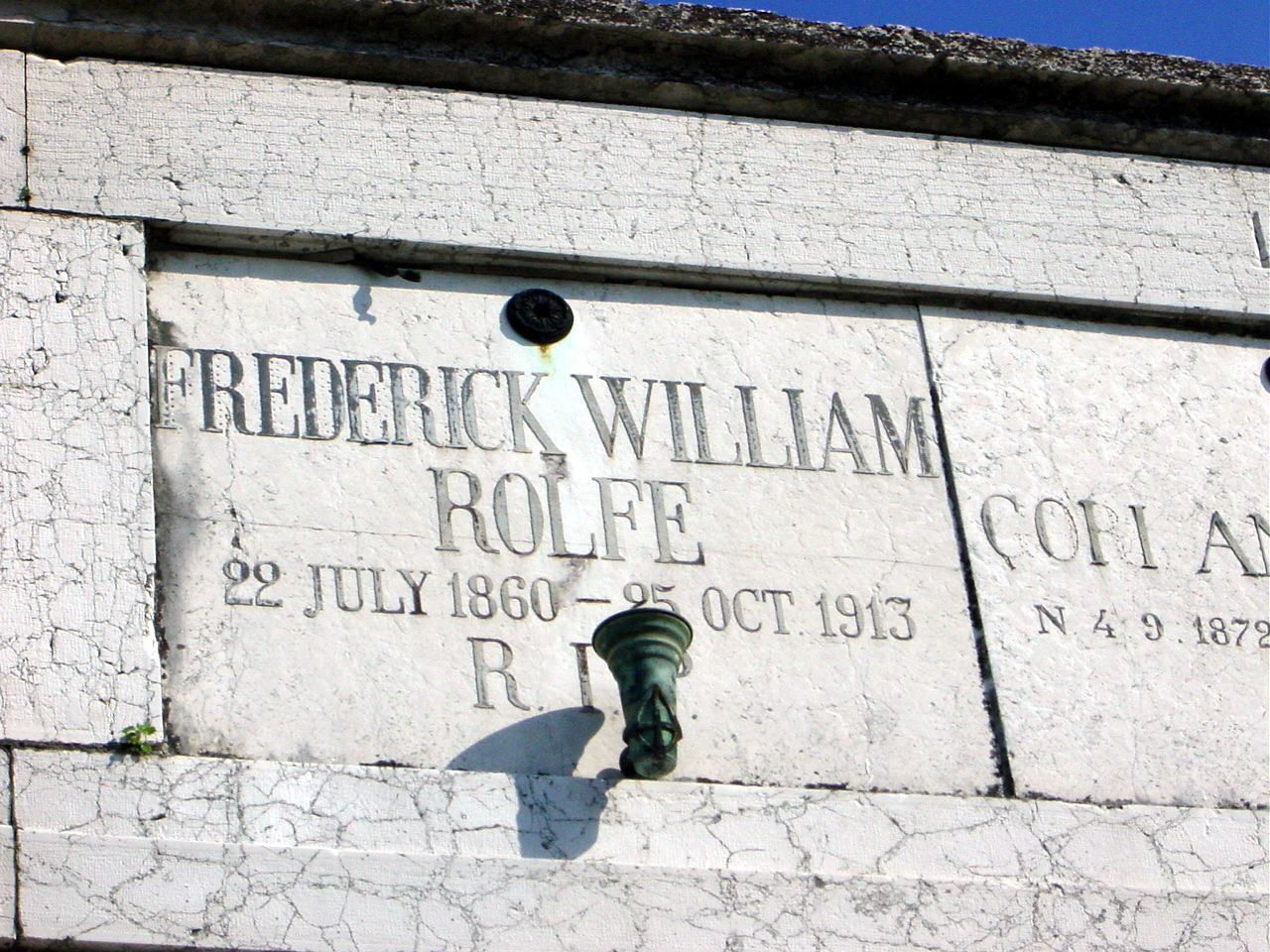
La tomba di Rolfe a Venezia.

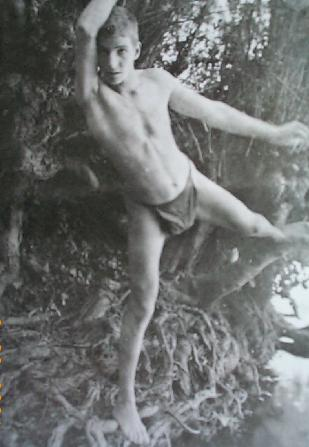
Foto di Tito Biondi, 1890 circa.